# Tärnsjö
Tärnsjö is een plaats in de gemeente Heby in het landschap Uppland en de provincie Uppsala län in Zweden. De plaats heeft 1262 inwoners (2005) en een oppervlakte van 187 hectare.

## Verkeer en vervoer
Bij de plaats loopt de Riksväg 56.